# Lokros (Sohn des Zeus)
Lokros (altgriechisch Λοκρός Lokrós) ist eine Gestalt der griechischen Mythologie.
Lokros war ein Sohn des Zeus und der Maira. Maira, die Tochter des Sisyphosenkels Proitos mit Anteia, war eine Begleiterin der Artemis und daher zu einem jungfräulichen Leben verpflichtet. Als durch die Geburt des Lokros ans Licht kam, dass sie ihre Jungfräulichkeit verloren hatte, wurde sie von Artemis erschossen.
Lokros galt als einer der mythischen Gründer des siebentorigen Theben, das er zusammen mit Amphion und Zethos errichtet habe.